# 葉士煥
葉士煥，江西臨川縣人。清朝政治人物，進士出身。

## 生平
葉士煥為道光十九年（1839年）己亥恩科舉人，道光二十七年（1847年）考中丁未科二甲第五十名進士。官至刑部主事。